# Anaphe johnstonei
Anaphe johnstonei is een vlinder uit de familie tandvlinders (Notodontidae), onderfamilie processievlinders (Thaumetopoeinae). De wetenschappelijke naam van deze soort is voor het eerst geldig gepubliceerd in 1932 door Tams.
De soort komt voor in tropisch Afrika.